# Маунт Плезант
Маунт Плезант (на английски: Mount Pleasant) е град в окръг Санпит, щата Юта, САЩ. Маунт Плезант е с население от 2707 жители (2000) и обща площ от 7,3 km². Намира се на 1806 m надморска височина. ЗИП кодът му е 84647, а телефонният му код е 435.